# Râul Mure
Râul Mure sau Râul Szeder (maghiară Szeder-patak) este un curs de apă, afluent al râului Mureș.

## Hărți
- Harta Județul Harghita
- Harta Munții Giurgeu  Arhivat în 27 septembrie 2007, la Wayback Machine.